# Joseph Potaski
Joseph Potaski lub John Potaski (ur. 1762 w Rzeczypospolitej Obojga Narodów, zm. 31 sierpnia 1824 w Hobart) – pierwszy polski osadnik, który jako skazaniec został zesłany na Ziemie van Diemena (obecnie Tasmania) i następnie osiedlił się w Australii.

## Życiorys

### Polska
Wczesne lata Josepha Potaskiego są słabo poznane. Według angielskich dokumentów Potaski urodził się w 1762 lub 1764 roku na terenie Rzeczypospolitej Obojga Narodów. Natomiast jego rodzina na nagrobku położonym na cmentarzu St. David’s w Hobart umieściła datę 1774 roku. Jednocześnie nie ma pewności, co do prawidłowej formy zapisu nazwiska. Wśród proponowanych wersji pojawiają się m.in.: Patoskey, Potaskee, Potasky, Potocki i Potaskie. Pierwotna forma nazwiska zapisywana była jako Potowski. Elana Govor w artykule pt. Russian convicts in Australia (2003) sugeruje, że Joseph Potaski mógł być powiązany z magnackim rodem Potockich. W 1794 roku Joseph Potaski uczestniczył w insurekcji kościuszkowskiej, po przegranym powstaniu wyemigrował do Londynu.

### Zesłanie do Australii

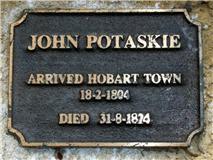
Tablica upamiętniająca przybycie Josepha Potaskiego do Hobart

W dniu 27 marca 1802 roku Potaski zostaje oskarżony razem z Johnem O’Brienem w Horsham o kradzież kobiecej chusty ze sklepu w mieście Newhaven. Potaski jako winny popełnionego czynu zostaje zesłany do Australii. Joseph Potaski zostaje zesłany razem z rodziną, żoną Irlandką Catherine O’Sullivan i synem Josephem Juniorem. W podróż do Australii wyruszają z portu w Portsmouth na statku HMS Calcutta pod dowództwem Davida Collinsa. 9 października 1803 roku statek przybija do portu w zatoce Port Phillip (w pobliżu dzisiejszego miasta Sorrento, Wiktoria), gdzie zlokalizowana była osada dla skazańców. Ze względu na trudne warunki bytowe skazańcy zostają przeniesieni do Hobart na Tasmanii. Joseph Potaski razem z rodziną udają się w podróż na statku Ocean, który wyruszył w dniu 20 stycznia 1804 roku i 17 lutego 1804 roku statek zakotwiczył w zatoce Risdon Cove. W tym samym dniu na świat przychodzi córka Josepha – Catherine Junior, która była pierwszą Europejką urodzoną i ochrzczoną na Tasmanii. Żonie Catherine została przyznana działka ziemi w Clarence Plains. W 1810 roku Joseph Potaski stał się wolnym człowiekiem. Po odbytej karze Joseph zajął się uprawą roli. Rodzina zaopatrywała kolonie w kukurydzę oraz pszenicę. Ponadto w późniejszym okresie rodzina Potaski zajęła się hodowlą bydła i owiec.
W marcu 1821 roku syn Josepha został w Sydney (Nowa Południowa Walia) skazany na śmierć przez powieszenie za włamanie się do domu Alfreda Thruppa i zgwałcenie jego żony razem z czterema innymi sprawcami. Egzekucja została wykonana w Hobart w dniu 28 kwietnia 1821 roku. Motywem popełnionej zbrodni było nieuczciwe rozliczanie się Alfreda Thruppa z dzierżawy gruntu z rodziną Potaski. Córka Catherine w wieku 16 lat urodziła swojego nieślubnego syna Williama, który zmarł w wieku 3 lat w 1823 roku. Ponadto córkę uważano za prostytutkę. W czerwcu 1824 roku córka Catherine wyszła za mąż za Irlandczyka Edwarda McDonalda, z którym miała trzy córki oraz syna.
Joseph Potaski zmarł 31 sierpnia 1824 roku w Hobart. Po jego śmierci żona razem z córką przeprowadziły się do Geelong (Wiktoria). Żona Catherine zmarła 13 kwietnia 1855 roku w Geelong.